# جورج وينفيلد
جورج وينفيلد (بالإنجليزية: George Wingfield)‏ هو مصرفي أمريكي، ولد في 16 أغسطس 1876 في فورت سميث في الولايات المتحدة، وتوفي في 24 ديسمبر 1959.